# Saoussen Boudiaf
Saoussen Boudiaf (Roubaix, 31 de diciembre de 1993) es una deportista francesa que compite en esgrima, especialista en la modalidad de sable.
Ganó una medalla de plata en el Campeonato Mundial de Esgrima de 2014 y tres medallas de plata en el Campeonato Europeo de Esgrima entre los años 2014 y 2016.
Participó en los Juegos Olímpicos de Río de Janeiro 2016, ocupando el octavo lugar en la prueba por equipos.

## Palmarés internacional
| Campeonato Mundial | Campeonato Mundial    | Campeonato Mundial | Campeonato Mundial |
| Año                | Lugar                 | Medalla            | Prueba             |
| ------------------ | --------------------- | ------------------ | ------------------ |
| 2014               | Kazán (Rusia)         | Medalla de plata   | Sable por equipos  |
| Campeonato Europeo |                       |                    |                    |
| Año                | Lugar                 | Medalla            | Prueba             |
| 2014               | Estrasburgo (Francia) | Medalla de plata   | Sable por equipos  |
| 2015               | Montreux (Suiza)      | Medalla de plata   | Sable por equipos  |
| 2016               | Toruń (Polonia)       | Medalla de plata   | Sable por equipos  |